# Flughafen Berlin-Schönefeld
Luchthaven Berlin-Schönefeld (Flughafen Berlin-Schönefeldⓘ) was tot 31 oktober 2020 een van de twee operationele luchthavens van Berlijn, naast Tegel. In 2008 sloot de derde luchthaven, Tempelhof. Op 31 oktober 2020 opende Flughafen Berlin Brandenburg (BER) en werden de activiteiten op Berlin-Schönefeld als onafhankelijke luchthaven beëindigd. De voormalige luchthaven werd onderdeel van de nieuwe luchthaven. Op die nieuwe luchthaven vervult het voormalige Schönefeld als Terminal 5 de rol van lowcostterminal.
De luchthaven bevond zich in de gemeente Schönefeld, direct ten zuidoosten van Berlijn, in de deelstaat Brandenburg. De luchthaven van Schönefeld werd geopend in 1934 en werd aan het einde van de Tweede Wereldoorlog in 1945 bezet door Sovjettroepen. In de DDR-tijd was het de luchthaven van Oost-Berlijn, terwijl Tegel en Tempelhof de luchthavens van West-Berlijn waren. Het was de thuisbasis van de Oost-Duitse luchtvaartmaatschappij Interflug. Sinds 1951 beschikte luchthaven Schönefeld over een spoorverbinding. In dat jaar werd tegenover de luchthaven station Berlin-Schönefeld Flughafen geopend.
In 2015 verwerkte de luchthaven 8,5 miljoen passagiers.

## Verbouwing tot luchthaven Berlin Brandenburg
Schönefeld was tussen 2006 en 2020 uitgebreid tot de nieuwe hoofdstedelijke luchthaven van Berlijn. Dit omdat de oude situatie met verschillende luchthavens onwenselijk was. Daarom koos de Duitse overheid voor één grote internationale luchthaven, genaamd Flughafen Berlin Brandenburg (BER) (Nederlands: Luchthaven Berlijn Brandenburg).
De bouw startte in 2006. De luchthaven krijgt een capaciteit van 30 miljoen passagiers per jaar, maar door de modulaire bouw is dit later uit te breiden naar 50 miljoen. Het gebouw wordt U-vormig met een hoofdpier met 16 slurven, een zuidelijke pier met acht slurven en een noordelijke pier voor lagekostenluchtvaartmaatschappij zonder deze voorziening. Eén gate wordt geschikt voor de Airbus A380 en acht gates voor andere widebody-toestellen. De hele terminal is gelegen tussen de twee parallelle landingsbanen en boven het treinstation.
De opening van de nieuwe luchthaven was oorspronkelijk gepland voor 30 oktober 2011, maar in 2012 werd de opening voor de derde keer uitgesteld. De geplande opening in maart 2013 werd niet gehaald en een nieuwe streefdatum werd niet meer genoemd. De geschatte kosten van het project werden geraamd op meer dan 4 miljard euro, dat was bijna 2 miljard euro duurder dan oorspronkelijk gepland. Het uitstel was het gevolg van problemen met onder meer de brandbeveiliging en de coördinatie van de werkzaamheden van de diverse onderaannemers. De opening werd uiteindelijk vastgesteld op 31 oktober 2020, veertien jaar na de start van de bouw.
In de aanloop naar de integratie in de Flughafen Berlin Brandenburg kregen de terminalsecties eind maart 2020 nieuwe benamingen. Met de ingebruikname van BER wordt de voormalige luchthaven Schönefeld Terminal 5 van de BER. Om dubbele benoemingen van gates te vermijden, werden reeds in het voorjaar de zones A, B, C en D hernoemd naar K, L, M en Q.

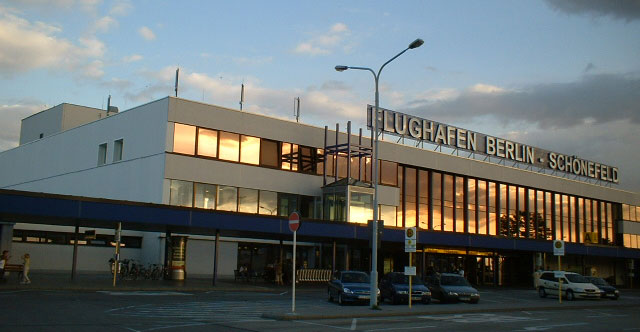
Ouder beeld van Flughafen Berlin-Schönefeld